# Ivanovský monastýr
Ivanovský klášter, či Ivanovský monastýr (rusky Ивановский монастырь) je rozlehý stavropegiální pravoslavný monastýr. Nachází se v centru Moskvy, uvnitř Bulvárního okruhu, západně od Čínského města, ve čtvrti dříve známé jako Kuliški. Jedná se o nejvýznamnější chrám zasvěcený sv. Janu Křtiteli v ruské metropoli.

## Historie
První zmínka o klášteru je z roku 1604. Dlouhou dobu sloužil jako vězení pro dámy královského či šlechtického původu. Mezi slavné řeholnice patřily např. Dosiphea, zřejmě táž osoba jako kněžna Tarakanovová, nebo sériová vražedkyně Darja Saltykovová.
Ve 30. letech 18. století kolovaly zvěsti, že se mnoho řeholnic účastnilo chlystských riutálů. Matka představená (abatyše) kvůli tomu byla obviněna a odsouzena k trestu smrti.
Klášter byl zničen při moskevském požáru v roce 1812. Řád byl zrušen a po klášteru zbylo prázdné místo až do 60. let 19. století. Tehdy Michail Bykovskij navrhl novou podobu kláštera. Klenutý katholikon, volně založený dle původního Brunelleschiho návrhu, spojuje ostatní budovy kláštera krytými ochozy. Pozemky jsou tak členěny do čtyř částí.
Po říjnové revoluci v roce 1917 byl klášter vyklizen a obnoven byl až v roce 2002. Budovy sloužily různým účelům, některé prostory jsou dodnes využívány archivem Moskevské oblasti a část využívá policejní střední škola.